# Haus Luna

Wappen des Hauses Luna

Das Haus Luna war eine Familie des navarresischen Adels. Es stammt von König García Sánchez von Pamplona († 1054) ab und ist damit eine Nebenlinie des Hauses Jiménez. Anfang des 12. Jahrhunderts war die Familie im Besitz von Luna, das im 14. Jahrhundert zu Grafschaft Luna erhoben wurde. Die Familie starb im 16. Jahrhundert aus.

## Stammliste
1. García Sánchez "El de Nájera", König von Pamplona (1035–1054); ⚭ Estefanía de Foix, Tochter von Bernard Roger, Graf von Foix (Haus Comminges)
  1. Ferrench "Fernando de Navarra", Señor de Bucesta, † um 1068; ⚭  Nuña Íñiguez, Tochter von Iñigo Ezquerra, III Señor de Vizcaya, und Elvira Bermúdez
    1. Lope Ferrench; ⚭ Ximena Gómez
      1. Bacala de Luna, † 1115, 1. Señor de Luna; ⚭ Sancha Ramírez, Tochter von Sancho Ramirez, König von Aragón und Pamplona (Haus Galíndez), und Isabel de Urgell
        1. Lope Ferrench de Luna, 2. Señor de Luna; ⚭ Urraca Atarés
          1. Pedro Lope de Luna, 3. Señor de Luna; ⚭ Mayor de Pallars, Tochter von Arnau Miró I de Pallars Jussà, 5. Conde de Pallars Jussà, und Estefanía de Urgel 
            1. Lope Ferrench de Luna, 4. Señor de Luna, † 1190; ⚭ Elvira Armengol
              1. Artal de Luna, 5. Señor de Luna, † 1260; ⚭ María Fernández
                1. Artal de Luna, 6. Señor de Luna, † 1289; ⚭ María Layet – Nachkommen
                2. Lope Ferrench, 7. Señor de Luna, † 1304; ⚭ I Eva Ximénez de Urrea, Tochter von Ximeno de Urrea  und Toda Pérez Cornel; ⚭ II Aldonza de Cervera
                  1. (I) Artal de Luna y Urrea, 8. Señor de Luna, † 1324; ⚭ I Constanza Pérez, Señora de Segorbe, Tochter von Jaime Peréz, Señor de Segorbe, und Sancha Fernández Díaz; ⚭ II Constanza de Antillón, Señora de la Baronía de Antillón, Tochter von Sancho de Antillón Señor de la Baronía de Antillón, und Leonor de Urgell, Witwe von Gombaldo de Entenza, Mutter von Teresa de Entenza ⚭ Alfons IV., König von Aragón; ⚭ III Martina Sanz de Huerta
                    1. (I) Artal, † 1324
                    2. (I) Sancha
                    3. (I) Maria, † 1347; ⚭ I Juan Alfonso de Haro, Señor de Cameros, † 1333; ⚭ II Juan Alfonso de la Cerda, Señor de Gibraleón y Huelva, † 1347 (Haus Burgund-Ivrea)
                    4. (I) Isabel
                    5. (I) Constanza, † vor 1353; ⚭ Roger Bernardo I de Castellbó, Vizconde de Castellbó, † vor 1352 (Haus Comminges)
                    6. (III) Lope de Luna, 1. Conde de Luna y Señor de Segorbe, † 1360; ⚭ I Violante de Aragón, Infanta de Aragón, † 1353, Tochter von Jakob (Jaime) II. "El Justo", König von Aragón und Sizilien (Haus Barcelona), und Blanca de Anjou, Princesa de Sicilia (Haus Anjou); ⚭ II Brianda de Agaut "Brianda de Aquaviva"; ⚭ III María de Altura
                      1. (II) Maria de Luna, † 1407, Señora de Segorbe; ⚭ Martín I. "El Humano" König von Aragón, † 1410 (Haus Barcelona)
                      2. (II) Brianda de Luna; ⚭ Luis Cornel, Señor de Aljafarín
                      3. (III) Fernando López de Luna, † 1411, 1. Señor de Ricla; ⚭ Emilia Ruiz de Azagra, 3. Señora de Villafeliche, Tochter von Rodrigo de Azagra, 2. Señor de Villafeliche
                        1. Juan de Luna, 2. Señor de Ricla y 4. de Villafeliche; ⚭ I Beatriz de Luna; ⚭ II Beatriz Cerdán, Tochter von Juan Jimenez Cerdán und María Sanz de Aliaga
                          1. Juan de Luna, † 1452, 3. Señor de Ricla; ⚭ Angelina Coscón, 2. Señora de Camarasa, Tochter von Luis Coscón, 1. Señor de Camarasa, und Angelina Cemales
                            1. Juan de Luna, † 1482, 4. Señor de Ricla; ⚭ Inés de Mendoza
                              1. Francisco Fernández de Luna, 5. Señor de Ricla; ⚭ I María de Guevara, Tochter von Iñigo Vélez de Guevara, 1. Conde de Oñate, und Juana Manrique; ⚭ II Inés de Mendoza, Tochter von Alfonso de Mendoza, Señor de Tejado, und Juana de la Cerda
                                1. Francisca Luisa de Luna, 6. Señora de Ricla; ⚭ Diego de los Cobos, 1. Marqués de Camarasa, † 1575

                          2. Brianda de Luna

            2. Gómez de Luna

        2. Gómez de Luna
        3. Iñigo de Luna

## Weblink
- Das Haus Luna bei „Fundación Casa ducal de Medinaceli“